# 穴井勇輝
穴井 勇輝（あない ゆうき、1979年5月31日 - ）は、日本の俳優、声優、ナレーター。福岡県出身。オフィス T-PRO所属。旧芸名は勇吹輝。

## 出演

### 特撮テレビドラマ
- 仮面ライダーシリーズ
  - 仮面ライダー剣（トライアルDの声、再生ドラゴンフライアンデッドの声）
  - 仮面ライダーカブト
  - 仮面ライダーディケイド（その他の怪人の声）
  - 仮面ライダーW (マスカレイド・ドーパントの声[1])
  - 仮面ライダーオーズ/OOO（ネコヤミーの声[2]、ハゲタカヤミーの声[3]、屑ヤミーの声[4]）
  - 仮面ライダーフォーゼ（歌星緑郎（第1話）の声[5], 星屑忍者ダスタードの声, レオ・ダスタードの声[6]）
  - 仮面ライダーウィザード（グールの声[7]、加賀の声 / 九官鳥の声 / ラームの声[8][9], 怪人（第52-53話）の声[10]）
  - 仮面ライダー鎧武/ガイム（初級インベスの声[11]、シカインベスの声[12][13]、黒影トルーパーの声[14]、ヘキジャインベスの声[14]、冒頭貴虎の上司（第26話）のの声[15]、グリンシャの声[16][17]）
  - 仮面ライダードライブ（スパイダー型ロイミュードの声[18]）
  - 仮面ライダーエグゼイド（チャーリーバグスターの声）
- スーパー戦隊シリーズ
  - 百獣戦隊ガオレンジャー（オルゲットの声）
  - 忍風戦隊ハリケンジャー（下忍マゲラッパの声、忍狼獣ファングール・序の声、合身巨獣ファンゲロスの声）
  - 爆竜戦隊アバレンジャー（バーミア兵の声、アヤメガブルーの声）
  - 特捜戦隊デカレンジャー（アーナロイドの声、バーツロイドの声）
  - 魔法戦隊マジレンジャー（冥獣ミミックの声、冥府兵ゾビルの声、冥府伍長ハイゾビルの声）
  - 天装戦隊ゴセイジャー（魔虫兵ビービの声[19]、ショートのザンKT3の声[20]）
  - 海賊戦隊ゴーカイジャー（[21]ゴーミンの声[22]、スゴーミンの声[23]、ドゴーミンの声[24]、リキッドロイド・ワテルの声[25]、ムーンロイド・ツッキーの声[26]、ファイヤーロイド・メランの声[27]、マゲラッパの声[28]、ウッドロイド・モリリンの声[29]、サンロイド・ソーラーの声[30]）
  - 特命戦隊ゴーバスターズ（バグラーの声[31]、オペレーター（第2話）の声[32]、自爆プログラム（第6話）の声[33]、マクーモンスターの声[34]）
  - 獣電戦隊キョウリュウジャー（ゾーリ魔の声[35]）
  - 烈車戦隊トッキュウジャー（クローズの声[36]）
  - 手裏剣戦隊ニンニンジャー（ヒトカラゲの声、ジュッカラゲの声、ヒャッカラゲの声、下忍スッパラゲの声)
  - 動物戦隊ジュウオウジャー（メーバの声）
  - 魔進戦隊キラメイジャー（エメラルドキラメイストーン / 魔進リフトンの声、ベチャットの声）
- 非公認戦隊アキバレンジャー（シャチークの声[37]）
- 非公認戦隊アキバレンジャー シーズン痛（シャチークの声[38]、オネェダーの声[39]、MC（第5話）の声[40]、ロンの声[41]）
- 烈車戦隊トッキュウジャーVS仮面ライダー鎧武 春休み合体スペシャル（ライオンインベスの声、初級インベスの声、コンバットロイドの声[42]）

### 映画
- 小さき勇者たち〜ガメラ〜（2006年）
- スーパー戦隊シリーズ
  - 百獣戦隊ガオレンジャー 火の山、吼える（オルゲットの声）
  - 忍風戦隊ハリケンジャー シュシュッと THE MOVIE（下忍マゲラッパの声）
  - 爆竜戦隊アバレンジャー DELUXE アバレサマーはキンキン中!（バーミア兵の声）
  - 特捜戦隊デカレンジャー THE MOVIE フルブラスト・アクション（アーナロイドの声）
  - 魔法戦隊マジレンジャー THE MOVIE インフェルシアの花嫁（冥府兵ゾビルの声、冥府伍長ハイゾビルの声）
  - 海賊戦隊ゴーカイジャー THE MOVIE 空飛ぶ幽霊船（歴代の戦闘員の声[43]、アーナロイドの声）
  - 特命戦隊ゴーバスターズVS海賊戦隊ゴーカイジャー THE MOVIE（バグラーの声、ゴーミンの声、スゴーミンの声、ドゴーミンの声[44]）
  - 劇場版 獣電戦隊キョウリュウジャー ガブリンチョ・オブ・ミュージック（ゾーリ魔の声、カンブリ魔の声[45]）
  - 獣電戦隊キョウリュウジャーVSゴーバスターズ 恐竜大決戦! さらば永遠の友よ（ゾーリ魔の声、バグラーの声、バーミア兵の声、ゴーレム兵の声[46]）
  - 烈車戦隊トッキュウジャーVSキョウリュウジャー THE MOVIE（チェアシャドーの声、フェンスシャドーの声、ゾーリ魔の声、クローズの声[47]）
  - 手裏剣戦隊ニンニンジャー THE MOVIE 恐竜殿さまアッパレ忍法帖!（ヒトカラゲの声、ジュッカラゲの声）
  - 手裏剣戦隊ニンニンジャーVSトッキュウジャー THE MOVIE 忍者・イン・ワンダーランド（クローズの声、ジュッカラゲの声）
  - 劇場版 動物戦隊ジュウオウジャー ドキドキサーカスパニック!（ジューマンの声、メーバの声）
  - 劇場版 動物戦隊ジュウオウジャーVSニンニンジャー 未来からのメッセージ from スーパー戦隊（怪人の声、メーバの声）
  - 宇宙戦隊キュウレンジャー THE MOVIE ゲース・インダベーの逆襲
  - 快盗戦隊ルパンレンジャーVS警察戦隊パトレンジャー en film
  - 騎士竜戦隊リュウソウジャー THE MOVIE タイムスリップ!恐竜パニック!!
- 仮面ライダーシリーズ
  - 劇場版 仮面ライダーアギト PROJECT G4（アントロード/フォルミカ・ペデスの声）[要出典]
  - 劇場版 仮面ライダー響鬼と7人の戦鬼（魔化魍忍群（白狐、紅狐）の声）[要出典]
  - 劇場版 仮面ライダーディケイド オールライダー対大ショッカー（仮面ライダーブレイドの声、その他の仮面ライダーの声、その他の怪人の声）
  - 仮面ライダー×仮面ライダー W&ディケイド MOVIE大戦2010（ライオトルーパーの声、怪人の声）
  - 仮面ライダー×仮面ライダー×仮面ライダー THE MOVIE 超・電王トリロジー（ライオトルーパーの声[48]）
  - 仮面ライダー×仮面ライダー オーズ&ダブル feat.スカル MOVIE大戦CORE
  - オーズ・電王・オールライダー レッツゴー仮面ライダー（ライダーマンの声、仮面ライダーBLACKの声、ジャガーマンの声、ショッカー戦闘員の声[49]）
  - 劇場版 仮面ライダーオーズ WONDERFUL 将軍と21のコアメダル（ナイト兵の声[43]）
  - 仮面ライダー×仮面ライダー フォーゼ&オーズ MOVIE大戦MEGA MAX（ダスタードの声[50]）
  - 仮面ライダー×仮面ライダー ウィザード&フォーゼ MOVIE大戦アルティメイタム（怪人の声, グールの声, 星屑忍者ダスタードの声, マスカレイド・ドーパントの声, アームズ・ドーパントの声[51]）
  - 劇場版 仮面ライダーウィザード in Magic Land（グールの声、近衛兵メイジの声[52]）
  - 仮面ライダー×仮面ライダー 鎧武&ウィザード 天下分け目の戦国MOVIE大合戦（カーバンクルの声、怪人の声[53]）
  - 仮面ライダー×仮面ライダー ドライブ&鎧武 MOVIE大戦フルスロットル（スパイダー型ロイミュードの声[54]、メカインベスの声、プレーンロイミュード(ロストナンバー)の声）
- 仮面ライダーシリーズ
  - 仮面ライダー×スーパー戦隊 スーパーヒーロー大戦（仮面ライダーカブトの声[55]、ロンの声[55], ショッカー戦闘員の声、デストロン戦闘員の声、ドグマファイターの声、チャップの声、ゴーミンの声[55]）
  - 仮面ライダー×スーパー戦隊×宇宙刑事 スーパーヒーロー大戦Z（ギンガレッドの声、仮面ライダー2号の声、スペースショッカー戦闘員の声、ドゴーミンの声[35], 仮面ライダー電王の声、レッドフラッシュの声、イエローライオンの声、ゴーカイグリーンの声）
  - 平成ライダー対昭和ライダー 仮面ライダー大戦 feat.スーパー戦隊（仮面ライダー龍騎の声、戦闘員全般の声、怪人の声、他[56]）
  - 仮面ライダー×スーパー戦隊 超スーパーヒーロー大戦
- メタルヒーローシリーズ
  - 宇宙刑事 NEXT GENERATION（ネオマドー兵士の声、宇宙マフィア戦闘員の声、フーマ戦闘員ミラクラーの声[57]）

### Vシネマ
- スーパー戦隊シリーズ
  - 百獣戦隊ガオレンジャーVSスーパー戦隊（オルゲットの声）
  - 忍風戦隊ハリケンジャーVSガオレンジャー（下忍マゲラッパの声、再生ジン・ギローンの声）
  - 特捜戦隊デカレンジャーVSアバレンジャー（アーナロイドの声、再生ジェニオの声）
  - 魔法戦隊マジレンジャーVSデカレンジャー（冥府兵ゾビルの声）
  - 忍風戦隊ハリケンジャー 10 YEARS AFTER（下忍マゲラッパの声[58]）
- 仮面ライダーシリーズ
  - 仮面ライダーW RETURNS 仮面ライダーアクセル

### ゲーム
- 忍風戦隊ハリケンジャー（2002年、下忍マゲラッパ）
- 仮面ライダー剣（2004年、プラントアンデッド、ボアアンデッド）
- 仮面ライダーカブト（2006年、ゼクトルーパー）

### 舞台
- Boys, be ambitious（会計 役）
- 一円玉の神様 ※演出も担当
- 俺達に明日はある?（芹沢 役）
- 試しの門（アルス 役）
- 鮪売りの少女（少年 役）
- 萌えよ斬鉄剣!（銀河 役）※演出も担当
- 忠臣蔵外伝〜俵星玄蕃〜（2007年）
- 拝啓美空ひばり様（2010年）

### CM
- セブンイレブン、仮面ライダーディケイドキャンペーン編（2009年）
- 仮面ライダーW RETURNS（2011年）発売予告ナレーション[59]

その他
- 特命戦隊ゴーバスターズVSビートバスターVS J（2012年、ジャンクロイドの声[34]、バグラーの声[34]）
- 仮面ライダーフォーゼ＆宇宙刑事ギャバン ゴールドディスクを守れ!!（2013年、マクーの声、ゾディアーツの声[60])
- ネット版 仮面ライダー× スーパー戦隊×宇宙刑事 スーパーヒーロー大戦乙!(おつ) ～Heroo!知恵袋～（2013年、ファイブブルーの声、タイムレッドの声、タイムブルーの声、タイムイエローの声、タイムグリーンの声[35])
- RIDER TIME 仮面ライダーディケイド VS ジオウ ディケイド館のデス・ゲーム（2021年、仮面ライダーディエンドの声)
- RIDER TIME 仮面ライダージオウ VS ディケイド 7人のジオウ！（2021年、初級インベスの声)